# 禄步镇
禄步镇，是中华人民共和国广东省肇庆市高要区下辖的一个乡镇级行政单位。

## 行政区划
禄步镇下辖以下地区：
禄步镇社区、禄步村、大连村、镇南村、禄镇围村、新洲村、外坑村、樟路村、桐槎村、乐洞村、大榕村、双马村、将军村、北根村、岩口村、黄田堡村、白土一村、白土二村、绿水村、石塘村、圩头村、隔岭村、罗村岗村、平水村、洞头村和黄洲村。